# Observatorio de Calar Alto
El Observatorio de Calar Alto es el observatorio astronómico más grande del continente europeo. Está situado en Calar Alto, una meseta de 2168 m de altura en la sierra de los Filabres subcordillera de Sierra Nevada (Almería, España). Desde 2019, su nombre oficial es Centro Astronómico Hispano en Andalucía (CAHA). Hasta 2018, era el Centro Astronómico Hispano-Alemán o Deutsch-Spanisches Astronomisches Zentrum. Fue fundado en 1973 tras un acuerdo entre los gobiernos alemán y español. Hasta 2005 el observatorio pertenecía en exclusiva al Max-Planck-Institut für Astronomie y solo había disponible un 10 % del tiempo de observación para los astrónomos españoles. Sin embargo, en 2005 se firmó un acuerdo por el cual el observatorio estaba operado conjuntamente por el Instituto de Astrofísica de Andalucía - CSIC en Granada y el Max-Planck-Institut für Astronomie en Heidelberg en una proporción del 50 % cada uno. Desde 2019, con la salida del socio alemán y la entrada de la Junta de Andalucía en la Agrupación de Interés Económico CAHA, AIE, el observatorio pasa a ser 100 % español (50 % CSIC, 50 % Junta de Andalucía).

## Telescopios
El observatorio tiene 4 telescopios de apertura 0,80 m, 1,23 m, 3,5 m y 2,2 m.
También tiene un telescopio de 1,52 m, pero está operado por el Observatorio Astronómico Nacional de España y un telescopio robótico operado por el Centro de Astrobiología (CAB).
El telescopio de 3,5 m es el mayor telescopio de la Europa continental: tiene montura ecuatorial.
| Telescopios en el Observatorio de Calar Alto | Telescopios en el Observatorio de Calar Alto | Telescopios en el Observatorio de Calar Alto | Telescopios en el Observatorio de Calar Alto |
| Telescopio                                   | Montaje                                      | Sistema óptico                               | Razón focal N                                |
| -------------------------------------------- | -------------------------------------------- | -------------------------------------------- | -------------------------------------------- |
| Reflector 1.2 m                              | Montura alemana                              | Ritchey-Chrétien                             |                                              |
| Reflector 1.2 m                              | Montura alemana                              | modificado                                   | 8.0                                          |
| Reflector 1.2 m                              | Montura alemana                              | con corrección de dos lentes                 | 8.0                                          |
| Reflector 2.2 m                              | Horquilla                                    | Ritchey-Chretién                             | 8.0                                          |
| Reflector 2.2 m                              | Horquilla                                    | con corrección de dos lentes                 | 8.0                                          |
| Reflector 2.2 m                              | Horquilla                                    | Coudé                                        | 40                                           |
| Reflector 3.5 m                              | Herradura-marco                              | Foco primario                                |                                              |
| Reflector 3.5 m                              | Herradura-marco                              | con corrector de dos lentes                  | 3.5                                          |
| Reflector 3.5 m                              | Herradura-marco                              | con corrector de tres lentes                 | 3.9                                          |
| Reflector 3.5 m                              | Herradura-marco                              | Ritchey-Chretién                             | 10                                           |
| Reflector 3.5 m                              | Herradura-marco                              | Coudé                                        | 35                                           |
| Schmidt de 0.8/1.2 m                         | Horquilla                                    | Foco primario                                | 3.0                                          |
| Reflector de 1,52 m                          | Ecuatorial Inglesa                           | Ritchey-Chrétien                             | 8.06                                         |

## Historia
El lugar de emplazamiento fue propuesto inicialmente en 1970, e inaugurado oficialmente en julio de 1975 con la puesta en marcha del telescopio de 1,23 metros (47 pulgadas) desarrollado por la cooperación alemana y española en astronomía. Posteriormente se instalaron 4 telescopios más.
El telescopio Schmidt fue trasladado a Calar Alto en el año 1976, desde el Observatorio de Bergedorf, donde estaba desde el año 1954.

## Hitos en la investigación
- En 1994 el observatorio captó las primeras imágenes de la colisión del cometa Shoemaker-Levy 9 contra el planeta Júpiter, con una cámara infrarroja a través del telescopio de 3,5 metros.[2]
- En el observatorio se descubrieron en los años ochenta unos chorros de gas fuertemente concentrado expulsados por estrellas jóvenes a una velocidad de cientos de kilómetros por segundo. Hoy día estos chorros de gas siguen siendo objeto de investigación.
- Los científicos observan en la actualidad en Calar Alto el cometa 9P/Tempel 1, de la misión Deep Impact de la NASA; trabajan en la detección de enanas marrones; y estudian los estallidos de la radiación gamma, las supernovas y los planetas extrasolares, entre otras tareas de investigación.
- Primeras enanas marrones aisladas, situadas en las Pléyades.[3]

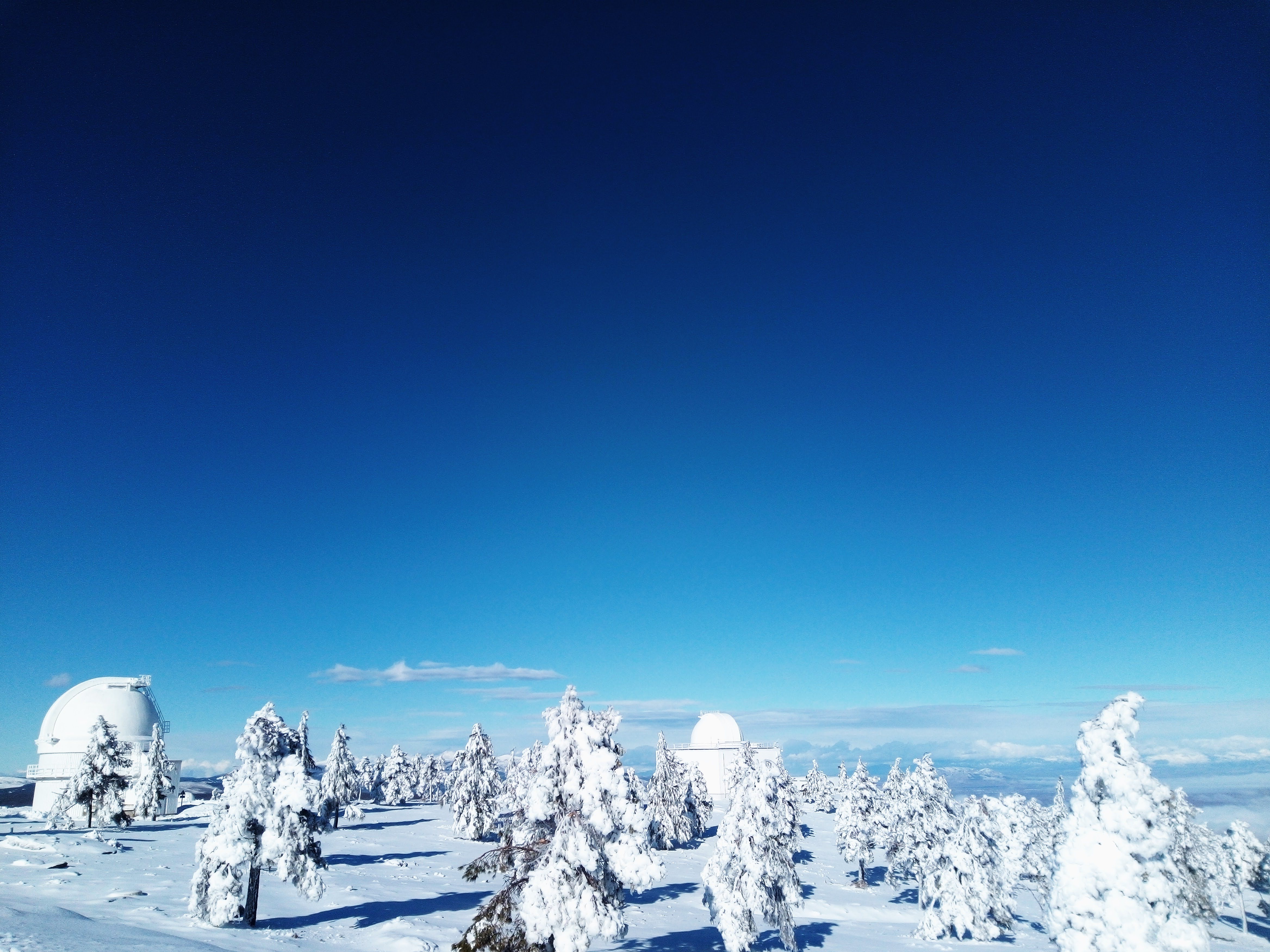
El observatorio completamente nevado tras el paso de la borrasca Filomena en enero de 2021.

## Últimos descubrimientos
En el año 2014 instrumento español llamado CAFE (Calar Alto Fiber-fed Échelle spectrograph, por sus siglas en inglés), instalado en el telescopio de 2,2 metros del Observatorio de Calar Alto confirmó que Kepler-91b es un exoplaneta.
El espectógrafo CARMENES montado en el telescopio de 3,5 m desde 2016 ha descubierto varios exoplanetas.
El último descubrimientro de asteroide realizado por el Observatorio de Calar Alto, fue el asteroide 2009 DS36, el cual fue hallado en la madrugada del 25 de febrero de 2009. Su veloz desplazamiento por el espacio sugería que no debía encontrarse muy lejos de la Tierra, de hecho, la órbita preliminar demuestra que se trata de un objeto cercano a la Tierra (un NEO, Near-Earth Object), el cual es el primer cuerpo de esta clase en ser descubierto desde el Observatorio de Calar Alto. El cuerpo fue hallado mientras pasaba por delante de la constelación de Leo, su descubridor fue el astrónomo Felix Hormuth, perteneciente al Instituto Max Planck de Astronomía (Heidelberg), que actualmente trabaja en el Observatorio de Calar Alto. Tras el hallazgo Hormuth dijo:

"Era bastante rápido, y dejó unos buenos trazos en un conjunto de tres imágenes de larga exposición obtenidas en principio para confirmar algunos descubrimientos de asteroides del cinturón principal efectuados la noche anterior."

En junio de 2019 se hizo público el hallazgo de dos exoplanetas en órbita alrededor de la estrella Teegarden. Se trata de una enana roja con 8 000 millones de años de antigüedad (mucho mayor que el Sol) y de menor intensidad lumínica que nuestro Sol. Este descubrimiento tuvo gran repercusión a nivel mundial debido a que los dos planetas se encuentran en la región habitable de su estrella, por lo que podrían albergar vida inteligente. Además, están entre los planetas de este tipo más cercanos a la Tierra que se han descubierto hasta ahora (a una distancia de 12,5 años luz)￼￼.